# ضدباروری
ضدباروری (به انگلیسی: Theriogenology) یک تخصص دامپزشکی است که با تولیدمثل جانوران وابستگی دارد. این موضوع شامل فیزیولوژی و آسیب‌شناسی سیستم‌های تولیدمثل نر و ماده جانوران و کارکرد بالینی دام‌پزشکی ماده‌ها و زایمان، زنان، پزشکی مردان و فناوری‌های کمک‌باروری (ART) است. ضدبارورشناسان (Theriogenologists)، دامپزشکانی با آموزش پیشرفته در تولیدمثل جانوران مانند آزمایش مایع منی، ارزیابی و پردازش، سلامت اصلاح نژاد، لقاح مصنوعی ، انتقال جنین و زنان و زایمان. در ایالات متحده، همه ضدبارورشناسان دارای گواهی هیئت مدیره توسط کالج آمریکایی ضدبارورشناسان (Theriogenologists) هستند.